# ویتمن (ماساچوست)
وایتمن(به انگلیسی: Whitman) شهرکی در شهرستان پلیموت ایالت ماساچوست می‌باشد که در سال ۱۸۷۵ بنیان‌گذاری شده‌است. این شهرک در سرشماری سال ۲۰۱۰ میلادی، ۱۴٬۴۸۹ نفر جمعیت داشته‌است.